# Альберто III Пио
Альберто III Пио (итал. Alberto III Pio; 23 июля 1475, Карпи — январь 1531, Париж) — князь Карпи, итальянский правитель эпохи Ренессанса. Увлекался идеями гуманизма и был близким другом пап из рода Медичи.

## Биография
Альберто родился в Карпи в 1475 году всего за 2 года до смерти своего отца. Он воспитывался своим дядей по отцовской линии Марко и дядей по материнской линии гуманистом Джованни Пико делла Мирандолой. Они руководили его образованием и наняли учителем Альда Мануция, основавшего впоследствии в Венеции знаменитый издательский дом Альда, который финансировал Альберто.
Альберто учился сначала в Ферраре, где он посещал лекции Пьетро Помпонацци и сдружился с Пьетро Бембо и Лодовико Ариосто, а затем в Падуе. 
Большая часть его карьеры была посвящена дипломатической службе, сначала в качестве представителя Гонзага при французском дворе, а затем на службе короля Людовика XII. В 1508 году он был одним из участников переговоров Лиги Камбре, а в январе 1510 года стал послом Максимилиана I при папском дворе. Но в 1520 году, с восшествием на престол Карла V, допустил фатальную ошибку, перейдя на службу к королю Франции Франциску I.
Альберто был близким другом папы Льва X и известен тем, что содействовал избранию Джулио Медичи на папский престол под именем Климента VII. Он помог заключить брачный договор между Климентом и Франциском I, который был опубликован 5 января 1525 года и предполагал заключение брака между Катериной Медичи, племянницей Климента, и вторым сыном Франциска Генрихом II. Этот дипломатический успех имел свои последствия. Мендоса, представитель Карла V в Риме, описывал Альберто так: «Карпи дьявол, он знает всё и во всё вовлечен; Императору нужно или победить его, или устранить». Последнее осуществилось в судьбе Альберто, поскольку, после того как союз папы с Франциском стал достоянием гласности, Карл, как говорят, был просто взбешён. Вскоре после этого, 24 февраля 1525 года, войска Карла разбили и захватили в плен Франциска в битве при Павии, а 8 дней спустя его же войска заняли Карпи и отстранили Альберто от власти.
Альберто бежал в Рим и попытался потребовать возвращения своих земель, но безуспешно. В конце концов Карл передал их герцогу Альфонсо I из Феррары в 1530 году. Когда войска Карла грабили Рим в мае 1527 года, Альберто вместе с Климентом VII искал спасения в Замке Святого Ангела. Затем он бежал во Францию, где был тепло принят и где оставался вплоть до своей смерти в январе 1531 года.
Альберто был защитником Церкви с самого начала дискуссий о её реформировании, развёрнутых на Пятом Латеранском Соборе в декабре 1513 года, задолго до публикации 95 тезисов Лютера в 1517 году. С 1525 года он был вовлечён в продолжительный диспут с Эразмом, который длился до конца его дней и завершился публикацией спустя два месяца после смерти его XXIII Libri.